# Neocucumella
Genre
Neocucumella est un genre d'holothuries (concombres de mer) de la famille des Cucumariidae. 

## Liste des espèces
Selon World Register of Marine Species (18 mars 2015) :
- Neocucumella bicolumnata (Dendy & Hindle, 1907)
- Neocucumella fracta O'Loughlin & O'Hara, 1992
- Neocucumella turnerae O'Loughlin, 2007